# Cicindela arenicola
Cicindela arenicola är en skalbaggsart som beskrevs av Rumpp 1967. Cicindela arenicola ingår i släktet Cicindela och familjen jordlöpare. Inga underarter finns listade i Catalogue of Life.